# Izba Deputowanych (Dominikana)
Izba Deputowanych (hiszp. Cámara de Diputados) – izba niższa parlamentu Dominikany, złożona ze 178 członków wybieranych na czteroletnią kadencję. Wybory odbywają się z zastosowaniem ordynacji proporcjonalnej, w 32 wielomandatowych okręgach wyborczych o granicach odpowiadających dominikańskim prowincjom oraz Dystryktowi Narodowemu (stołecznemu). 
Czynne prawo wyborcze przysługuje obywatelom Dominikany w wieku co najmniej 18 lat, z wyjątkiem żołnierzy i policjantów, osób skazanych za wiele kategorii przestępstw oraz osób, które wykonują pracę zarobkową dla rządu innego państwa, nie mając na to zgody władz Dominikany. Osoby pozostające w związkach małżeńskich mogą głosować nawet, jeśli nie ukończyły jeszcze 18 lat. Kandydaci muszą mieć co najmniej 25 lat i zamieszkiwać w okręgu wyborczym, gdzie stają do wyborów, od co najmniej 5 lat. Nie dotyczy to osób, których miejsce urodzenia znajduje się na terenie danego okręgu. 